# 加里·唐纳利
加里·唐纳利（英語：Gary Donnelly，1962年6月3日—），美国前男子网球运动员，生于亚利桑那州鳳凰城，1983年成为职业球手。他曾获得1986年温布尔登网球锦标赛男子双打亚军。他于2000年退役。